# Trattato di Sugauli

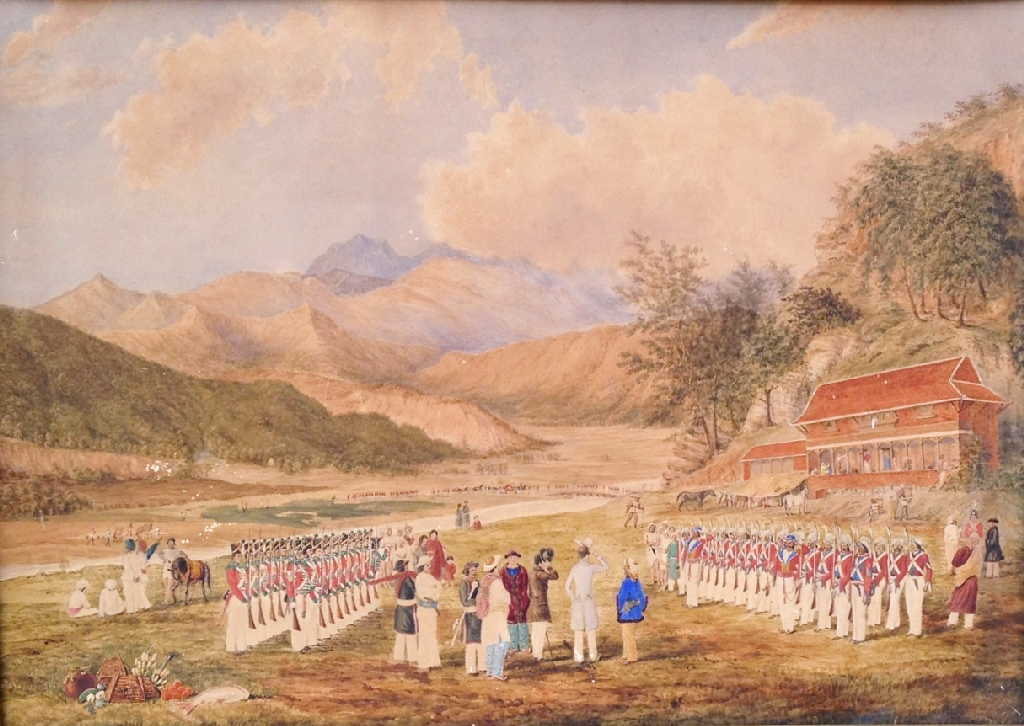

Il trattato di Sugauli (anche  Sugowlee, Sagauli e Segqulee) è il trattato che stabilì la linea di confine del Regno del Nepal e fu firmato il 2 dicembre 1815 e ratificato il 4 marzo 1816 tra la Compagnia delle Indie orientali ed il re del Nepal, a seguito della guerra anglo-nepalese del 1814-1816. Per il Nepal fu firmato da Raj Guru Gajraj Mishra aiutato da Chandra Sekher Upadhayaya. Per la Compagnia fu firmato da Paris Bradshaw.